# 畠山基玄
畠山 基玄（はたけやま もとはる）は、江戸時代前期から中期の高家旗本。畠山政長の子孫。

## 生涯
300石の旗本畠山政信の長男として生まれる。祖父は紀伊国の戦国大名畠山貞政（政尚の子）である。慶安元年（1648年）6月20日、はじめて将軍徳川家光に謁見。
寛文4年（1664年）に家督を相続した。畠山氏は足利氏の支流で室町時代には三管領として栄えた名門家であるため、その畠山家の嫡流にあたる基玄を一般の旗本に留めておくことは惜しまれ、延宝7年（1679年）5月3日に奥高家に列し、またこの際に摂津国八部郡に300石を加増された。以降基玄の子孫は高家職を継承することになる。12月28日、従五位下侍従・民部大輔に叙任。さらに天和3年（1683年）3月25日、在京中に従四位下を授与された。貞享2年（1685年）4月27日に下野国都賀郡に500石を加増され、貞享4年（1687年）4月19日に従四位上に昇進した。
将軍徳川綱吉の基玄への信任は厚く、元禄元年（1688年）11月14日には1,000石加増とともに側用人に就任した。高家は一般の旗本・譜代大名の職には就任できないため、一度高家の列を離れて一般の旗本に戻っての就任であった。また側用人は譜代大名の職であって通常万石以下の旗本は就任できない。そのためこれは二重に異例の就任であった。
元禄2年（1689年）2月15日、さらに2,900石の加増あって都合5,000石となる。
元禄4年（1691年）2月3日、やはり大名職の奏者番に転じた。しかしなぜかこの頃に基玄は綱吉の信頼を突然失い、将軍への拝謁を禁止された。2月28日に拝謁は許されたが、5月28日に奏者番の職を取り上げられた。綱吉は感情の起伏が激しく、寵愛していた者を突然嫌うようになることはしばしばあった。その例は山内豊明・喜多見重政などにも現れている。この基玄の件についても綱吉のそうした異常な気性を考えれば不思議なことではなく、むしろ改易されなかっただけ基玄は運がよかったともいえる。
元禄9年（1696年）12月11日に再び奥高家となり高家の列に復帰。元禄10年（1697年）3月8日に高家肝煎の一人である大沢基恒が死去したため、その後任となる。元禄13年（1700年）2月5日、秋子内親王の誕生祝賀のため将軍名代として上洛。宝永4年（1707年）11月21日に隠居した。実子4人はみな早世したため、家督は養子の基祐（弟義玄の子）が継いだ。宝永7年（1710年）2月20日に死去。享年75。芝の金地院に葬られた。

## 宝永初年度における知行地
『鹿沼市史』によれば、畠山次郎四郎の、宝永初年度における知行地は以下の通りである。
花岡村、上石川村、塩山村、野沢村、大和田村、下南摩村、佐目村